# Puchar Świata w Kolarstwie Górskim 2004
Puchar Świata w kolarstwie górskim w sezonie 2004 to 14. edycja tej imprezy. Organizowany przez UCI, obejmował zawody dla kobiet i mężczyzn w cross-country, downhillu oraz fourcrossie. Pierwsze zawody odbyły się 23 maja w stolicy Hiszpanii, Madrycie, a ostatnie 19 września 2004 roku we włoskim Livigno.
Pucharu Świata w cross-country bronili: Norweżka Gunn-Rita Dahle wśród kobiet oraz Francuz Julien Absalon wśród mężczyzn, w downhillu: Francuzka Sabrina Jonnier wśród kobiet oraz Australijczyk Nathan Rennie wśród mężczyzn, a w fourcrossie: Australijka Katrina Miller wśród kobiet oraz Amerykanin Eric Carter wśród mężczyzn. 
W tym sezonie w cross-country triumfowali: Szwajcar Christoph Sauser wśród mężczyzn oraz ponownie Gunn-Rita Dahle wśród kobiet, w downhillu najlepsi byli: Francuzka Céline Gros wśród kobiet oraz Brytyjczyk Steve Peat wśród mężczyzn, a w fourcrossie zwyciężyli: Francuzka Sabrina Jonnier wśród kobiet oraz Czech Michal Prokop wśród mężczyzn.

## Wyniki

### Cross-country
| Data                 | Miejsce          | Podium (mężczyźni)   | Podium (kobiety)     |
|                      |                  |                      |                      |
| 23 maja 2004         | Madryt           | Filip Meirhaeghe     | Gunn-Rita Dahle      |
| 23 maja 2004         | Madryt           | Roel Paulissen       | Irina Kalentjewa     |
| 23 maja 2004         | Madryt           | Julien Absalon       | Ivonne Kraft         |
|                      |                  |                      |                      |
| 30 maja 2004         | Houffalize       | Roel Paulissen       | Gunn-Rita Dahle      |
| 30 maja 2004         | Houffalize       | Christoph Sauser     | Alison Dunlap        |
| 30 maja 2004         | Houffalize       | Julien Absalon       | Annabella Stropparo  |
|                      |                  |                      |                      |
| 5 czerwca 2004       | Fort William     | Christoph Sauser     | Gunn-Rita Dahle      |
| 5 czerwca 2004       | Fort William     | Roel Paulissen       | Marie-Hélène Prémont |
| 5 czerwca 2004       | Fort William     | Filip Meirhaeghe     | Kiara Bisaro         |
|                      |                  |                      |                      |
| 20 czerwca 2004      | Schladming       | Julien Absalon       | Irina Kalentjewa     |
| 20 czerwca 2004      | Schladming       | Bart Brentjens       | Maja Włoszczowska    |
| 20 czerwca 2004      | Schladming       | José Antonio Hermida | Anna Szafraniec      |
|                      |                  |                      |                      |
| 27 czerwca 2004      | Mont-Sainte-Anne | Filip Meirhaeghe     | Gunn-Rita Dahle      |
| 27 czerwca 2004      | Mont-Sainte-Anne | Christoph Sauser     | Marie-Hélène Prémont |
| 27 czerwca 2004      | Mont-Sainte-Anne | José Antonio Hermida | Willow Koerber       |
|                      |                  |                      |                      |
| 3 lipca 2004         | Calgary          | Filip Meirhaeghe     | Gunn-Rita Dahle      |
| 3 lipca 2004         | Calgary          | Christoph Sauser     | Mary McConneloug     |
| 3 lipca 2004         | Calgary          | José Antonio Hermida | Annabella Stropparo  |
|                      |                  |                      |                      |
| 19 września 2004     | Livigno          | Roel Paulissen       | Gunn-Rita Dahle      |
| 19 września 2004     | Livigno          | Christoph Sauser     | Marie-Hélène Prémont |
| 19 września 2004     | Livigno          | Iñaki Lejarreta      | Maja Włoszczowska    |
|                      |                  |                      |                      |
|                      |                  | Podium (mężczyźni)   | Podium (kobiety)     |
| Klasyfikacja końcowa | Puchar Świata XC | Christoph Sauser     | Gunn-Rita Dahle      |
| Klasyfikacja końcowa | Puchar Świata XC | Roel Paulissen       | Marie-Hélène Prémont |
| Klasyfikacja końcowa | Puchar Świata XC | Filip Meirhaeghe     | Annabella Stropparo  |

### Downhill
| Data                 | Miejsce          | Podium (mężczyźni) | Podium (kobiety)       |
|                      |                  |                    |                        |
| 6 czerwca 2004       | Fort William     | Greg Minnaar       | Anne-Caroline Chausson |
| 6 czerwca 2004       | Fort William     | Cédric Gracia      | Sabrina Jonnier        |
| 6 czerwca 2004       | Fort William     | Samuel Hill        | Helen Gaskell          |
|                      |                  |                    |                        |
| 13 czerwca 2004      | Les Deux Alpes   | Steve Peat         | Tracy Moseley          |
| 13 czerwca 2004      | Les Deux Alpes   | Cédric Gracia      | Anne-Caroline Chausson |
| 13 czerwca 2004      | Les Deux Alpes   | Mickaël Pascal     | Sabrina Jonnier        |
|                      |                  |                    |                        |
| 19 czerwca 2004      | Schladming       | Gee Atherton       | Marielle Saner         |
| 19 czerwca 2004      | Schladming       | Nathan Rennie      | Sabrina Jonnier        |
| 19 czerwca 2004      | Schladming       | Samuel Hill        | Vanessa Quin           |
|                      |                  |                    |                        |
| 26 czerwca 2004      | Mont-Sainte-Anne | Steve Peat         | Sabrina Jonnier        |
| 26 czerwca 2004      | Mont-Sainte-Anne | Samuel Hill        | Kathleen Pruitt        |
| 26 czerwca 2004      | Mont-Sainte-Anne | Nathan Rennie      | Céline Gros            |
|                      |                  |                    |                        |
| 2 lipca 2004         | Calgary          | David Vazquez      | Céline Gros            |
| 2 lipca 2004         | Calgary          | Markolf Berchtold  | Sabrina Jonnier        |
| 2 lipca 2004         | Calgary          | Steve Peat         | Tracy Moseley          |
|                      |                  |                    |                        |
| 18 września 2004     | Livigno          | Fabien Barel       | Céline Gros            |
| 18 września 2004     | Livigno          | Nathan Rennie      | Kathleen Pruitt        |
| 18 września 2004     | Livigno          | Samuel Hill        | Marielle Saner         |
|                      |                  |                    |                        |
|                      |                  | Podium (mężczyźni) | Podium (kobiety)       |
| Klasyfikacja końcowa | Puchar Świata DH | Steve Peat         | Céline Gros            |
| Klasyfikacja końcowa | Puchar Świata DH | Samuel Hill        | Sabrina Jonnier        |
| Klasyfikacja końcowa | Puchar Świata DH | Nathan Rennie      | Marielle Saner         |

### Fourcross
| Data                 | Miejsce          | Podium (mężczyźni) | Podium (kobiety)       |
|                      |                  |                    |                        |
| 5 czerwca 2004       | Fort William     | Guido Tschugg      | Anne-Caroline Chausson |
| 5 czerwca 2004       | Fort William     | Samuel Hill        | Tara Llanes            |
| 5 czerwca 2004       | Fort William     | Romain Saladini    | Sabrina Jonnier        |
|                      |                  |                    |                        |
| 13 czerwca 2004      | Les Deux Alpes   | Wade Bootes        | Katrina Miller         |
| 13 czerwca 2004      | Les Deux Alpes   | Michal Prokop      | Sabrina Jonnier        |
| 13 czerwca 2004      | Les Deux Alpes   | Cédric Gracia      | Vanessa Quin           |
|                      |                  |                    |                        |
| 19 czerwca 2004      | Schladming       | Karim Amour        | Sabrina Jonnier        |
| 19 czerwca 2004      | Schladming       | Kamil Tatarkovič   | Anneke Beerten         |
| 19 czerwca 2004      | Schladming       | Cédric Gracia      | Tracy Moseley          |
|                      |                  |                    |                        |
| 26 czerwca 2004      | Mont-Sainte-Anne | Michal Prokop      | Sabrina Jonnier        |
| 26 czerwca 2004      | Mont-Sainte-Anne | Bas de Bever       | Jill Kintner           |
| 26 czerwca 2004      | Mont-Sainte-Anne | Brian Schmith      | Tara Llanes            |
|                      |                  |                    |                        |
| 2 lipca 2004         | Calgary          | Michal Prokop      | Sabrina Jonnier        |
| 2 lipca 2004         | Calgary          | Roger Rinderknecht | Jill Kintner           |
| 2 lipca 2004         | Calgary          | Eric Carter        | Tara Llanes            |
|                      |                  |                    |                        |
| 18 września 2004     | Livigno          | Michal Prokop      | Jill Kintner           |
| 18 września 2004     | Livigno          | Brian Lopes        | Tara Llanes            |
| 18 września 2004     | Livigno          | Cédric Gracia      | Katrina Miller         |
|                      |                  |                    |                        |
|                      |                  | Podium (mężczyźni) | Podium (kobiety)       |
| Klasyfikacja końcowa | Puchar Świata 4X | Michal Prokop      | Sabrina Jonnier        |
| Klasyfikacja końcowa | Puchar Świata 4X | Cédric Gracia      | Tara Llanes            |
| Klasyfikacja końcowa | Puchar Świata 4X | Guido Tschugg      | Jill Kintner           |

## Klasyfikacje

### Mężczyźni
| Lp. | Zawodnik               | Punkty |
| --- | ---------------------- | ------ |
| 1.  | Christoph Sauser       | 1265   |
| 2.  | Roel Paulissen         | 1215   |
| 3.  | Filip Meirhaeghe       | 1165   |
| 4.  | Jean-Christophe Péraud | 740    |
| 5.  | José Antonio Hermida   | 719    |
| 6.  | Julien Absalon         | 590    |
| 7.  | Lado Fumic             | 546    |
| 8.  | Liam Killeen           | 533    |
| 9.  | Bart Brentjens         | 531    |
| 10. | Iñaki Lejarreta        | 420    |

| Lp. | Zawodnik          | Punkty |
| --- | ----------------- | ------ |
| 1.  | Steve Peat        | 1085   |
| 2.  | Samuel Hill       | 907    |
| 3.  | Nathan Rennie     | 858    |
| 4.  | Cédric Gracia     | 764    |
| 5.  | Mickaël Pascal    | 751    |
| 6.  | David Vazquez     | 695    |
| 7.  | Gee Atherton      | 619    |
| 8.  | Fabien Barel      | 560    |
| 9.  | Greg Minnaar      | 519    |
| 10. | Markolf Berchtold | 421    |

| Lp. | Zawodnik           | Punkty |
| --- | ------------------ | ------ |
| 1.  | Michal Prokop      | 220    |
| 2.  | Cédric Gracia      | 118    |
| 3.  | Guido Tschugg      | 109    |
| 4.  | Wade Bootes        | 95     |
| 5.  | Kamil Tatarkovič   | 80     |
| 6.  | Bas de Bever       | 73     |
| 7.  | Samuel Hill        | 72     |
| 7.  | Roger Rinderknecht | 72     |
| 9.  | Karim Amour        | 68     |
| 10. | Brian Lopes        | 61     |

### Kobiety
| Lp. | Zawodnik             | Punkty |
| --- | -------------------- | ------ |
| 1.  | Gunn-Rita Dahle      | 1500   |
| 2.  | Marie-Hélène Prémont | 920    |
| 3.  | Annabella Stropparo  | 843    |
| 4.  | Irina Kalentjewa     | 746    |
| 5.  | Alison Sydor         | 745    |
| 6.  | Mary McConneloug     | 605    |
| 7.  | Barbara Blatter      | 595    |
| 8.  | Alison Dunlap        | 565    |
| 9.  | Kiara Bisaro         | 529    |
| 10. | Ivonne Kraft         | 527    |

| Lp. | Zawodnik               | Punkty |
| --- | ---------------------- | ------ |
| 1.  | Céline Gros            | 1045   |
| 2.  | Sabrina Jonnier        | 977    |
| 3.  | Marielle Saner         | 862    |
| 4.  | Tracy Moseley          | 762    |
| 5.  | Vanessa Quin           | 719    |
| 6.  | Helen Gaskell          | 644    |
| 7.  | Mio Suemasa            | 533    |
| 8.  | Rachel Atherton        | 515    |
| 9.  | Kathleen Pruitt        | 475    |
| 10. | Anne-Caroline Chausson | 460    |

| Lp. | Zawodnik               | Punkty |
| --- | ---------------------- | ------ |
| 1.  | Sabrina Jonnier        | 220    |
| 2.  | Tara Llanes            | 140    |
| 3.  | Jill Kintner           | 130    |
| 4.  | Katrina Miller         | 115    |
| 5.  | Anneke Beerten         | 100    |
| 6.  | Céline Gros            | 65     |
| 7.  | Anne-Caroline Chausson | 50     |
| 8.  | Vanessa Quin           | 49     |
| 9.  | Mio Suemasa            | 48     |
| 10. | Diana Marggraff        | 45     |